# Голубовское сельское поселение
Голубовское се́льское поселе́ние — муниципальное образование в Седельниковском районе Омской области Российской Федерации.
Административный центр — село Голубовка.

## История
Статус и границы сельского поселения установлены Законом Омской области от 30 июля 2004 года № 548-ОЗ «О границах и статусе муниципальных образований Омской области».

## Население
| 2010 | 2011 | 2012 | 2013 | 2014 | 2015 | 2016 |
| ---- | ---- | ---- | ---- | ---- | ---- | ---- |
| 746  | ↘745 | ↗756 | ↘727 | ↘704 | ↘677 | ↘663 |
| 2017 | 2018 | 2019 | 2020 | 2021 | 2023 |      |
| ↘651 | ↘637 | ↘616 | ↘597 | ↘499 | ↘477 |      |

## Состав сельского поселения
| № | Населённый пункт | Тип населённого пункта       | Население |
| - | ---------------- | ---------------------------- | --------- |
| 1 | Андреевка        | деревня                      | ↘17       |
| 2 | Голубовка        | село, административный центр | ↘448      |
| 3 | Михайловка       | деревня                      | ↘104      |
| 4 | Павловка         | деревня                      | ↘87       |
| 5 | Хмелевка         | деревня                      | ↘90       |